# Pałac w Dziedzince
Pałac Rudnickich w Dziedzince – pałac znajdujący się w Dziedzince na Białorusi, wybudowany przez Aleksandra Rudnickiego (starszego). Wchodzi w skład zespołu dworsko-parkowego.

## Opis
Aleksander Rudnicki (starszy) wybudował w Dziedzince w latach 1810–1820 pałac w stylu klasycystycznym. Był to piętrowy, jedenastoosiowy budynek wzniesiony na planie prostokąta. Kondygnacja parterowa miała przeznaczenie administracyjne, natomiast I piętro miało charakter reprezentacyjny. W środkowej części frontowej elewacji znajdował się portyk tworzący kryty zajazd, z mocno do przodu wysuniętymi 4 kolumnami w wielkim porządku podtrzymującymi trójkątny szczyt. Elewacje ozdabiały pilastry, pionowe pasy boni i profilowane gzymsy. Prawdopodobnie w II połowie XIX wieku zabudowano górną część portyku między kolumnami, na wysokości I piętra, uzyskując dodatkowe pomieszczenie, jednak szpecąc klasycystyczny charakter architektury budynku. Wnętrze pałacu było dwutraktowe z pewnymi nieregularnościami. Ściany zdobiły obrazy rodzinne pędzli takich malarzy, jak Wincenty Dmochowski czy Jan Rustem. 
Przed 1939 rokiem budynek był wykorzystywany jako budynek administracyjny, po 1945 roku popadał w ruinę. 
Poza ruiną pałacu zachowały się dwa budynki gospodarcze z kamienia polnego (zbudowane w 1849 roku, położone we wschodniej części posiadłości) oraz fragmenty parku krajobrazowego wokół dwóch wydłużonych stawów.
W 2016 roku budynek został wystawiony na sprzedaż.

## Park
Pałac był otoczony przez staroświecki ogród spacerowy obsadzony drzewami owocowymi i krzewami. W przedniej części ogrodu, przed gazonem znajdowały się dwa nieduże stawy, połączone grobelką, nad którą przerzucono mostek. Za jednym ze stawów kryła się altanka w formie amfiteatru, przy jednym z przecięć alejek stała wykuta w kamieniu rzeźba Matki Boskiej. W najdalszym rogu ogrodu utworzono labirynt obsadzony wysokimi, strzyżonymi krzewami. Za domem był wzgórek cmentarny, dwie łaźnie (jedna dla dziedziców, druga dla służby), a dalej – zabytkowy świroń.

Galeria
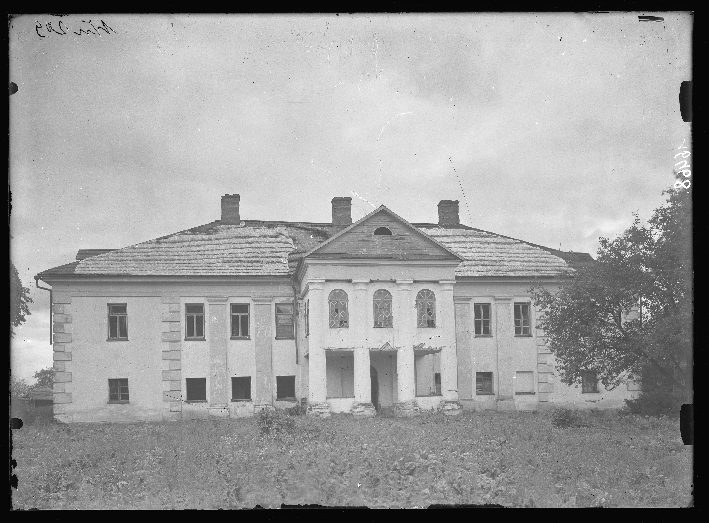
Pałac w dwudziestoleciu międzywojennym
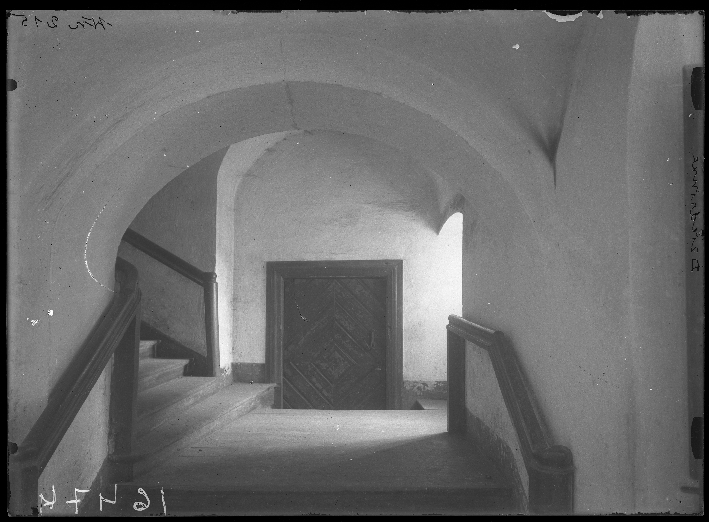
Pałac w dwudziestoleciu międzywojennym
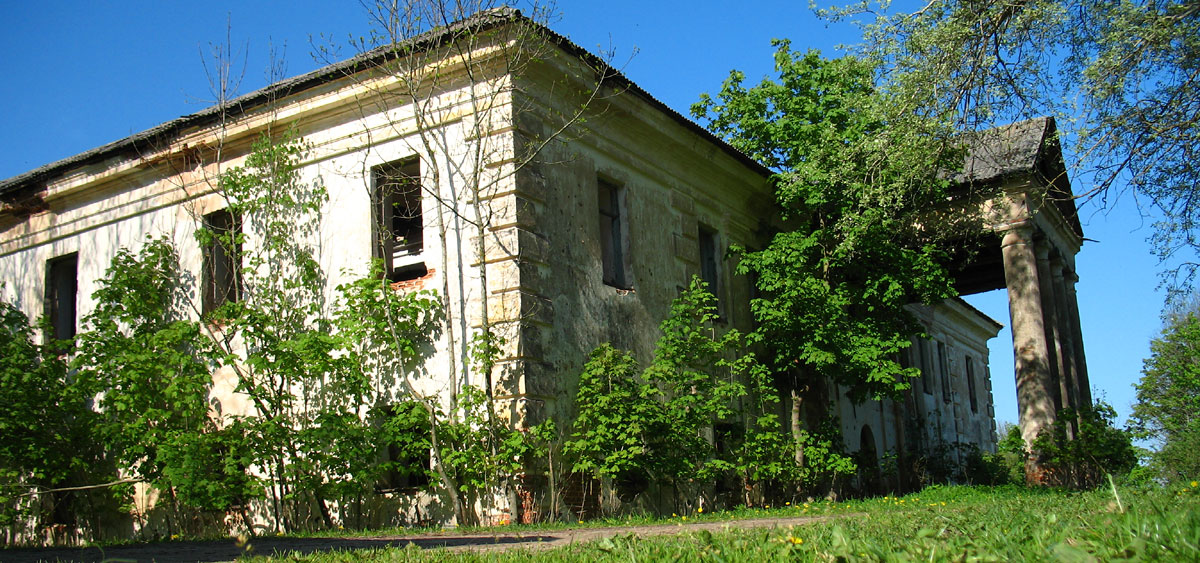
Pałac w 2007 roku